# Euphorbia canariensis

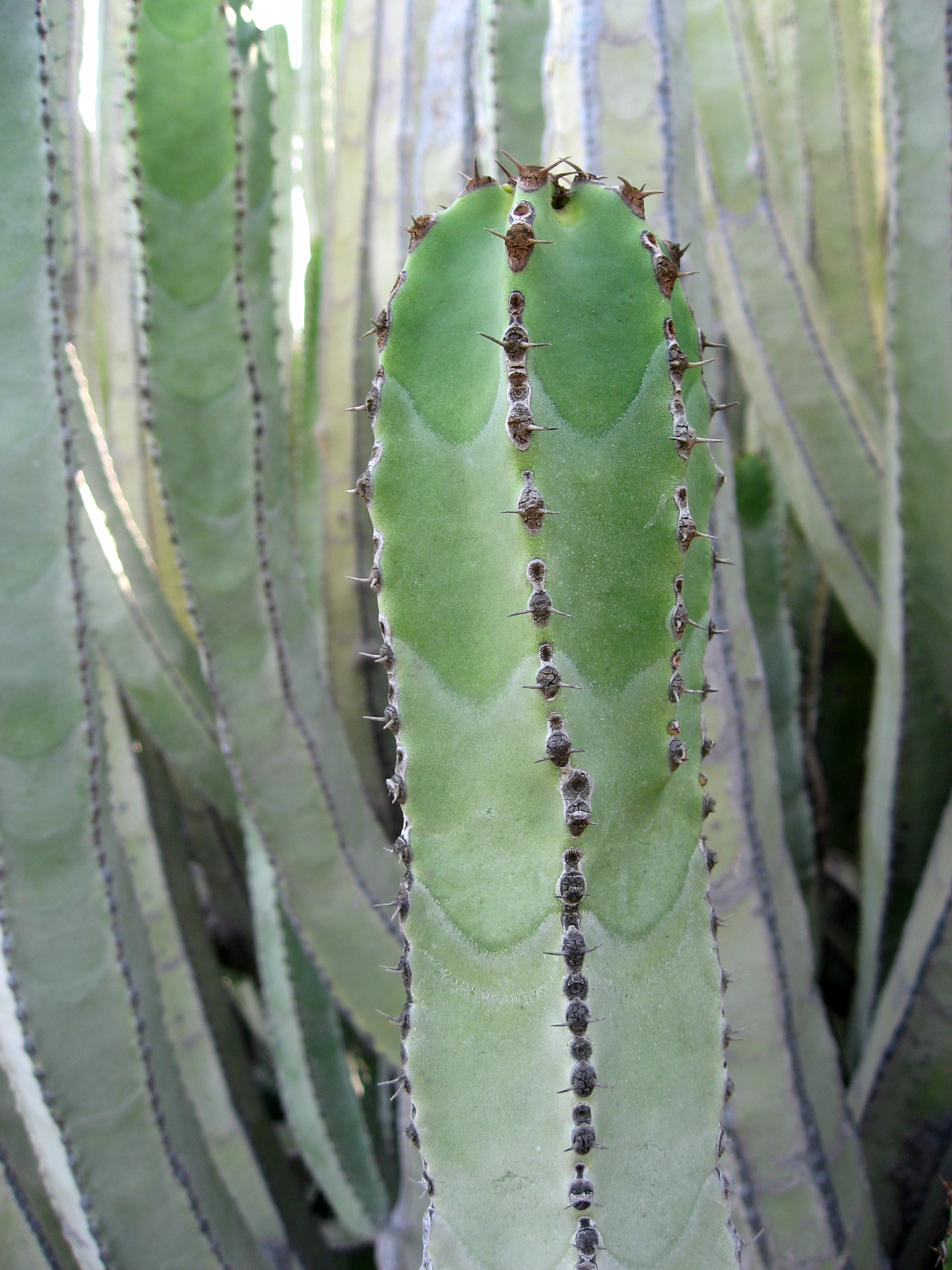
Detall de la tija

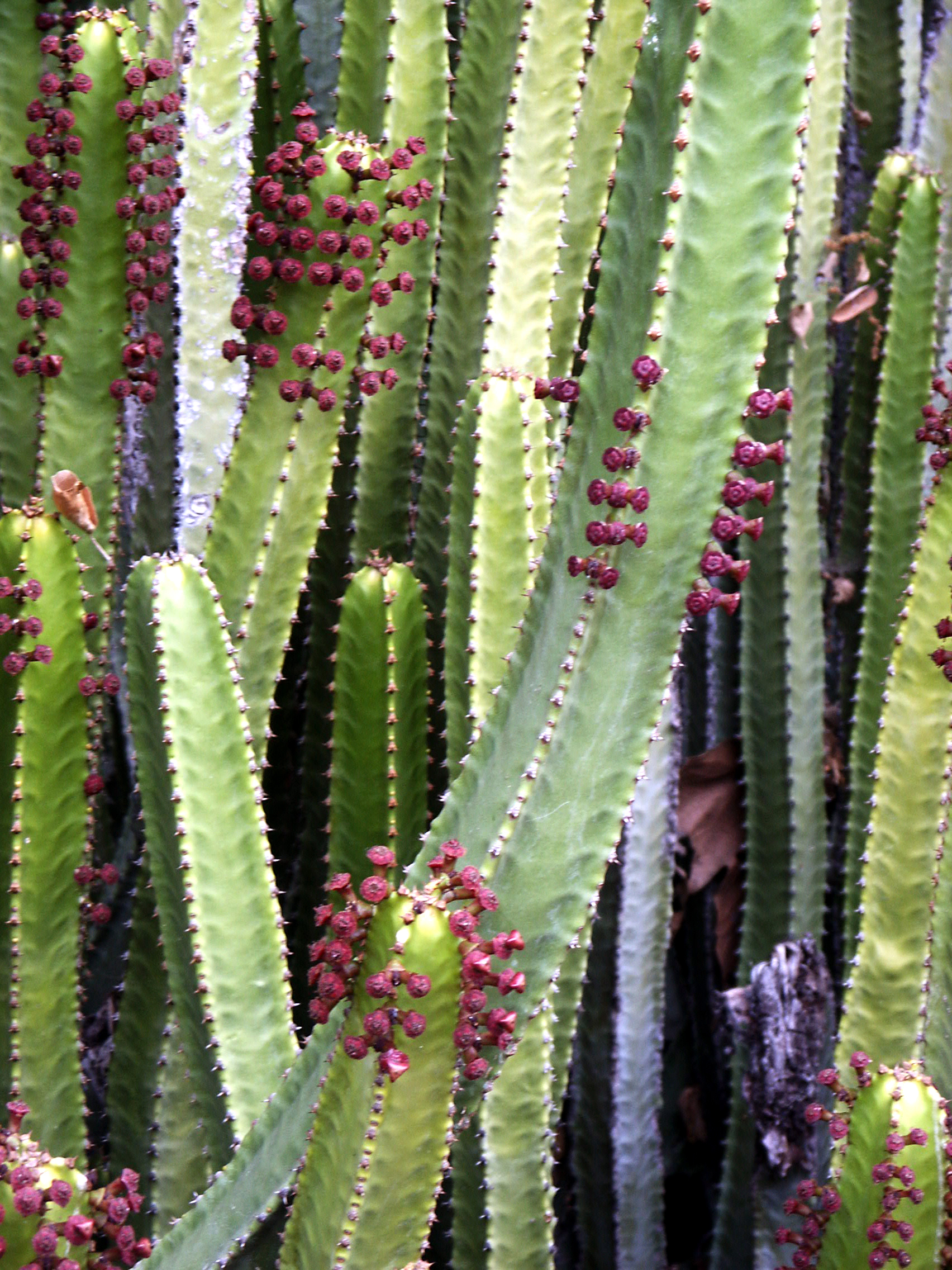
Euphorbia canariensis florida, Huntington Desert Garden

Euphorbia canariensis, Cardón, Eufòrbia de les Illes Canàries o Hercules Club (en jardineria)
és una planta suculenta del gènere Euphorbia que creix en ambients àrids i humits en les zones de baixa altitud de les Illes Canàries d'on és un endemisme. Es troba a la franja litoral, des del nivell del mar fins a 1.100 metres.

## Descripció
És un arbre de mida petita en forma de canelobre que fa fins a 3-4 m d'alt. Els troncs són carnosos quadrangulars o pentagonals similars a un cactus, essent tiges crasses, substituint les fulles per espines curtes que surten al llarg de la tija. Les flors són verd-vermelloses i apareixen a la part superior dels vèrtexs de les tiges. Aquestes es ramifiquen d'una manera molt característica, atorgant a la planta un aspecte general de canelobre molt espectacular. Tant és així, que des del 1991 és símbol vegetal de Gran Canària. Resisteix fins -2 °C.
El seu làtex conté diterpens
que es consideren molt tòxics.
Tant Euphorbia canariesis com Euphorbia balsamífera, són les dues úniques eufòrbies de caràcter arbustiu (d'un total de 12 espècies) comunes a totes les illes de l'arxipèlag canari, a diferència de les altres eufòrbies arbustives que s'han especialitat en illes concretes de l'arxipèlag.